# Reallastberechtigung
Unter Reallast versteht man die „dinglich wirkende“ Belastung eines Grundstückes mit der Haftung für bestimmte, in der Regel wiederkehrende Leistungen des jeweiligen Grundeigentümers § 12 GBG.
Der Reallastberechtigte ist befugt, vom Grundeigentümer die Leistung – ein Tun – zu fordern (im Gegensatz zum Servitut). Kommt der Grundeigentümer dem nicht nach, so kann der Berechtigte Zwangsvollstreckung führen.
Es können Prädialreallasten und Personalreallasten unterschieden werden, je nach Verknüpfung der Berechtigung entweder mit einem Grundstück oder mit einer Person.